# Famberla
Famberla est une commune rurale située dans le département de N'Dorola de la province de Kénédougou dans la région des Hauts-Bassins au Burkina Faso.

## Géographie
Famberla est situé à environ 20 km au nord-ouest de N'Dorola sur la route menant à Morolaba distante de 15 km.

## Santé et éducation
Famberla accueille un centre de santé et de promotion sociale (CSPS).